# Wendershausen (Tann)
Wendershausen ist ein Stadtteil von Tann (Rhön) im osthessischen Landkreis Fulda.

## Geographie
Wendershausen liegt im Naturpark Hessische Rhön, nordöstlich der Wasserkuppe im Ulstertal an der Mündung der Weid in die Ulster.
Siedlungsplätze innerhalb der Gemarkung:
- Rothof (Hof)[3]

## Geschichte

### Ortsgeschichte
Wendershausen wurde, soweit bekannt, im Jahre 836 erstmals unter dem Namen Meginherihus urkundlich erwähnt und ist damit ältester Ort im Ulstergrund.
Zum 1. August 1972 wurde die bis dahin selbständige Gemeinde Wendershausen im Zuge der Gebietsreform in Hessen kraft Landesgesetz in die Stadt Tann eingemeindet. Für Wendershausen wurde, wie für alle Stadtteil von Tann, ein Ortsbezirk gebildet.
Von 2000 bis 2008 erfolgte mit der Schaffung eines neuen Dorfmittelpunktes, des „Johnschen Anwesens“, eine Dorferneuerung. Dieser ehemalige Dreiseithof enthält eine Festscheune, eine Bogenschießanlage und ein Vereinsheim der „Redneck Bowhunters“, Duschen und Umkleide des „FV Germania Wendershausen“, einen Dorfgemeinschaftssaal mit Küche und einen Jugendraum. Ein neues, 2004 erbautes Feuerwehrhaus für die Freiwillige Feuerwehr schließt sich am großen Parkplatz der Scheune an. Auf der gegenüberliegenden Seite liegt der Lindenplatz mit der Weid, dem renaturierten Mühlgraben und einem neugebauten Spielplatz. Zuschüsse für ein neues Sportlerheim des FV Germania wurden trotz vorheriger Versprechungen seitens der Tanner Politik im Falle eines Verkaufs des alten Bürgerhauses leider nicht eingehalten.

### Verwaltungsgeschichte im Überblick
Die folgende Liste zeigt die Staaten und Verwaltungseinheiten, denen Wendershausen angehört(e):
- vor 1803: Heiliges Römisches Reich, Herrschaft der Freiherren von der Tann (Ritterkanton Rhön-Werra, Buchisches Quartier)
- 1803–1806: Heiliges Römisches Reich, Königreich Bayern, Herrschaft der Freiherren von der Tann[Anm. 2]
- 1806–1813: Großherzogtum Würzburg, Landgericht Hilders[Anm. 3]
- 1814–1832: Königreich Bayern, Herrschaftsgericht Tann
- 1832–1848: Königreich Bayern, Herrschaftskommissariat Tann
- 1848–1861: Königreich Bayern, Regierung Unterfranken und Aschaffenburg, Landgerichtsbezirk Hilders
- 1862–1866: Königreich Bayern, Regierungsbezirk Unterfranken, Bezirksamt Gersfeld[Anm. 4]
- ab 1867: Norddeutscher Bund, Königreich Preußen,[Anm. 5] Provinz Hessen-Nassau, Regierungsbezirk Kassel, Kreis Gersfeld
- ab 1871: Deutsches Reich,  Königreich Preußen, Provinz Hessen-Nassau, Regierungsbezirk Kassel, Kreis Gersfeld
- ab 1918: Deutsches Reich, Freistaat Preußen, Provinz Hessen-Nassau, Regierungsbezirk Kassel, Kreis Gersfeld
- ab 1932: Deutsches Reich, Freistaat Preußen, Provinz Hessen-Nassau, Regierungsbezirk Kassel, Landkreis Fulda
- ab 1944: Deutsches Reich, Freistaat Preußen, Provinz Kurhessen, Landkreis Fulda
- ab 1945: Deutsches Reich, Amerikanische Besatzungszone, Groß-Hessen, Regierungsbezirk Kassel, Landkreis Fulda
- ab 1946: Deutsches Reich, Amerikanische Besatzungszone, Hessen, Regierungsbezirk Kassel, Landkreis Fulda
- ab 1949: Bundesrepublik Deutschland, Hessen, Regierungsbezirk Kassel, Landkreis Fulda
- ab 1972: Bundesrepublik Deutschland, Hessen, Regierungsbezirk Kassel, Landkreis Fulda, Stadt Tann (Rhön)

## Bevölkerung

### Einwohnerstruktur 2011
Nach den Erhebungen des Zensus 2011 lebten am Stichtag dem 9. Mai 2011 in Wendershausen 486 Einwohner. Darunter waren 6 (1,2 %) Ausländer.
Nach dem Lebensalter waren 84 Einwohner unter 18 Jahren, 192 waren zwischen 18 und 49, 108 zwischen 50 und 64 und 102 Einwohner waren älter.
Die Einwohner lebten in 213 Haushalten. Davon waren 57 Singlehaushalte, 54 Paare ohne Kinder und 81 Paare mit Kindern, sowie 18 Alleinerziehende und 3 Wohngemeinschaften. In 48 Haushalten lebten ausschließlich Senioren und in 135 Haushaltungen leben keine Senioren.

### Einwohnerentwicklung
| Wendershausen: Einwohnerzahlen von 1834 bis 2021 | Wendershausen: Einwohnerzahlen von 1834 bis 2021 | Wendershausen: Einwohnerzahlen von 1834 bis 2021 | Wendershausen: Einwohnerzahlen von 1834 bis 2021 | Wendershausen: Einwohnerzahlen von 1834 bis 2021 |
| --- | ------------------------------------------------ | ------------------------------------------------ | ------------------------------------------------ | ------------------------------------------------ |
| Jahr |                                                  |                                                  |                                                  | Einwohner                                        |
| 1834 | 1834                                             |                                                  | 375                                              | 375                                              |
| 1840 | 1840                                             |                                                  | 376                                              | 376                                              |
| 1846 | 1846                                             |                                                  | 368                                              | 368                                              |
| 1852 | 1852                                             |                                                  | 359                                              | 359                                              |
| 1858 | 1858                                             |                                                  | 354                                              | 354                                              |
| 1864 | 1864                                             |                                                  | 349                                              | 349                                              |
| 1871 | 1871                                             |                                                  | 353                                              | 353                                              |
| 1875 | 1875                                             |                                                  | 345                                              | 345                                              |
| 1885 | 1885                                             |                                                  | 330                                              | 330                                              |
| 1895 | 1895                                             |                                                  | 385                                              | 385                                              |
| 1905 | 1905                                             |                                                  | 418                                              | 418                                              |
| 1910 | 1910                                             |                                                  | 425                                              | 425                                              |
| 1925 | 1925                                             |                                                  | 414                                              | 414                                              |
| 1939 | 1939                                             |                                                  | 424                                              | 424                                              |
| 1946 | 1946                                             |                                                  | 614                                              | 614                                              |
| 1950 | 1950                                             |                                                  | 611                                              | 611                                              |
| 1956 | 1956                                             |                                                  | 591                                              | 591                                              |
| 1961 | 1961                                             |                                                  | 589                                              | 589                                              |
| 1967 | 1967                                             |                                                  | 554                                              | 554                                              |
| 1970 | 1970                                             |                                                  | 570                                              | 570                                              |
| 1980 | 1980                                             |                                                  | ?                                                | ?                                                |
| 1990 | 1990                                             |                                                  | ?                                                | ?                                                |
| 2000 | 2000                                             |                                                  | ?                                                | ?                                                |
| 2011 | 2011                                             |                                                  | 486                                              | 486                                              |
| 2021 | 2021                                             |                                                  | 498                                              | 498                                              |
| Datenquelle: Historisches Gemeindeverzeichnis für Hessen: Die Bevölkerung der Gemeinden 1834 bis 1967. Wiesbaden: Hessisches Statistisches Landesamt, 1968. Weitere Quellen: LAGIS; Stadt Tann (Rhön); Zensus 2011 |                                                  |                                                  |                                                  |                                                  |

### Historische Religionszugehörigkeit
| • 1885: | 329 evangelische (= 99,70 %), eine katholische (= 0,30 %) Einwohner |
| • 1961: | 538 evangelische (= 91,34 %), 46 katholische (= 7,81 %) Einwohner   |

## Religion
Wendershausen ist seit der Einführung der Reformation 1535 durch Reichsritter Eberhard von der Tann evangelisch. Von der Tann war Kommandant der Wartburg, als Martin Luther dort das Neue Testament ins Deutsche übersetzte.

## Politik
Für Wendershausen besteht ein Ortsbezirk (Gebiete der ehemaligen Gemeinde Wendershausen) mit Ortsbeirat und Ortsvorsteher nach der Hessischen Gemeindeordnung. Der Ortsbeirat besteht aus sieben Mitgliedern. Bei den Kommunalwahlen in Hessen 2021 betrug die Wahlbeteiligung zum Ortsbeirat 60,96 %. Alle Kandidaten gehörten der „Wendershäusener Bürgerliste“ an. Der Ortsbeirat wählte Markus Herberich zum Ortsvorsteher.

## Kultur und Sehenswürdigkeiten

### Regelmäßige Veranstaltungen
- Backhausfest; am 2. Wochenende im August, regional bekanntes Dorffest mit Spezialitäten aus dem Backhaus und Unterhaltung auf dem Lindenplatz
- Kirmes: in der Regel im Zweijahrestakt im Herbst

### Bauwerke und Sehenswürdigkeiten
- Naturdenkmal Dorflinde mit Dorfplatz und Kriegerdenkmal
- Altes Feuerwehrhaus
- Der historische Sportplatz Ulsterrasen